# Lates lakdiva
Lates lakdiva is een straalvinnige vissensoort uit de familie van de reuzenbaarzen (Latidae). De wetenschappelijke naam van de soort is voor het eerst geldig gepubliceerd in 2012 door Pethiyagoda & Gill.